# Ampère par mètre
Ne doit pas être confondu avec Ampère par mètre carré.
L'ampère par mètre, de symbole A/m ou A m−1, est une unité dérivée du Système international d'unités (SI). Elle sert à exprimer :
- le module de l'excitation magnétique (aussi appelée champ magnétique et généralement notée {\displaystyle {\vec {H}}}). L'ampère par mètre est l'excitation magnétique tangentielle mesurée sur une boucle de circonférence un mètre traversée par un courant centré d'intensité égale à un ampère ;
- le module de l'aimantation ;
- le module de la densité surfacique de courant (généralement notée {\displaystyle {\vec {j}}_{\mathrm {S} }}).